# Rivière Antoine (Louisiane)
Pour les articles homonymes, voir Rivière Antoine et Antoine.
Ne doit pas être confondu avec Antoine (rivière).
La rivière Antoine (en anglais : Antoine Creek) est un cours d'eau de la Louisiane aux États-Unis qui se jette dans le bayou du lac Noir. 

## Géographie
La rivière Antoine prend sa source près des villages de Readhimer dépendant de l'agglomération de Natchitoches dans la paroisse de la paroisse de Natchitoches et du village de Martin aux confins de la paroisse de la Rivière-Rouge. Il traverse la paroisse de Webster et se déverse dans le bayou du lac Noir comme affluent de la rive gauche au Nord de la ville de Campti. Les eaux du bayou du lac Noir se jette ensuite dans le bayou de la Saline, après un parcours de 169 kilomètres, avant de rejoindre la confluence avec la rivière Rouge.

## Histoire
La rivière Antoine fut dénommée ainsi à l'époque de la Louisiane française en mémoire d'Antoine Grillette, un colon qui s'établit près de ce cours d'eau.